# 菊田伊洲
菊田 伊洲（きくた いしゅう、寛政3年（1791年） - 嘉永5年12月1日（1853年1月10日））は、江戸時代後期に活躍した狩野派の絵師。
仙台藩御用絵師を勤めた近世の仙台を代表する絵師の一人で、小池曲江、菅井梅関、東東洋らと共に仙台四大画家の一人に数えられる。

## 伝記
江戸出身の絵師・武田竹亭の子として仙台で生まれる。やがて仙台藩の御用絵師の一人・菊田東雨の養となる（時期不明）。菊田家は、代々江戸幕府奥絵師を勤める木挽町狩野家に弟子入りする慣わしだったため、伊洲も14歳で時の当主・狩野栄信に入門する。なお同門に6歳年長の従兄弟で、共に仙台画壇を賑わした菊田伊徳がいる。伊洲の修学は、当時の狩野派の常で10年以上に及んだ。伊洲の縮図・粉本・写生図巻が残っているが（仙台・福島美術館蔵）、それらを眺めると的確な描線で、古画の図様を学習していったことが見て取れる。しかし、その一方で谷文晁やその弟子の喜多武清、酒井抱一など江戸画壇の中心人物たちとも交流し、彼らの影響が窺える作品も残る。
天保9年（1838年）に江戸城西の丸、同15年（1844年）本丸が焼失し、それらの再建に伴う障壁画制作にも狩野派の一門として参加。嘉永3年（1850年）から同5年（1852年）高野山諸寺院の障壁画を手がける。現在確認されているのは、4ヶ所総計100面にも及び、中には門人と思われるやや劣った作品もあるものの、伊洲の代表作と言える。しかし、こうした絵師として充実期のさなか、同郷人に切られたのが原因で破傷風にかかり亡くなった。その背景には伊洲の養子問題があったらしく、伊洲の養子になろうと謀った小島源左衛門（伊達上野家士）なる人物が、その望みが遂げられないのを恨み、伊洲と養子の桂洲を傷つけ、安政元年（1854年）10月斬罪に処せられている。
仙台市内の広瀬川に架かる仲の瀬橋の北東端、旧市民図書館への入口付近に、伊洲五十回忌にあたる明治34年（1901年）建立の顕彰碑が残っている。
弟子に、養子となった菊田桂洲、杉沼無牛らがおり、娘婿に狩野養信の弟子で塾頭だった佐久間晴岳がいる。

## 作品
| 作品名           | 技法         | 形状           | 所有者         | 年代              | 備考 |  |
| ---------------- | ------------ | -------------- | -------------- | ----------------- | --- |  |
| 白衣観音図       | 絹本淡彩     | 1幅            | 瑞巌寺         |                   | 伊洲は仏画を得意としたと伝えられるが、遺品は多くない。 |  |
| 山水図           | 絹本著色     | 1幅            | 東北歴史博物館 |                   | |  |
| 南蛮屏風         | 紙本著色     | 六曲一双       | 仙台市博物館   |                   | |  |
| 楼閣山水図屏風   | 紙本淡彩     | 六曲一双       | 仙台市博物館   |                   | |  |
| 於竹大日如来縁起 | 紙本著色     | 巻子3巻        | 荒沢寺正善院   | 嘉永2年（1849年） | 本巻は9段からなり、詞書は国学者の黒川春村、絵は1段1人ずつ担当し、順に山本文承、菊田秀行（伊洲）、高津与信乃理、山崎知雄、出口直義、小松原誠、菊田祐順（桂洲か?）、喜多武一、喜多武清。山崎知雄は跋文も書き、本巻制作上の中心人物とみられる。 |  |
| 芦雁図           | 紙本墨画     | 襖27枚（32面） | 高野山西禅院   | 嘉永3年（1850年） | |  |
| 四季山水図       | 紙本墨画     | 襖8枚（12面）  | 高野山西禅院   | 嘉永3年（1850年） | |  |
| 山水高士図       | 紙本墨画     | 襖18枚（26面） | 高野山親王院   | 嘉永4年（1851年） | |  |
| 雪景山水図       | 紙本墨画     | 襖4枚（4面）   | 高野山親王院   | 嘉永4年（1851年） | |  |
| 楼閣山水図       | 紙本金地墨画 | 床貼付1面      | 高野山宝寿院   | 嘉永5年（1852年） | |  |
| 紅白梅図         | 紙本金地墨画 | 襖12面         | 高野山宝寿院   | 嘉永5年（1852年） | 北側に続く部屋には、翌年に描かれた小田海僊筆「群仙図」がある。 |  |
| 四季花鳥図       | 紙本金地墨画 | 襖16面         | 高野山宝寿院   | 嘉永5年（1852年） | 内4面の裏は上述の「紅白梅図」 |  |
| 琴棋書画図       | 紙本墨画     | 床貼付1面      | 高野山龍泉院   | 嘉永5年（1852年） | |  |

## 参考資料
- 内山淳一執筆 『特別展図録 仙台の御用絵師　菊田伊洲 ―没後一五〇年記念―』 仙台市博物館編集・発行 、2002年